# Смертельные случаи в результате нападения собак в России
| Дата             | Категория напавших собак                                                     | Регион                  | Населенный пункт               | Пол жертвы | Возраст жертвы  | Порода собак               | Обстоятельства      |
| ---------------- | ---------------------------------------------------------------------------- | ----------------------- | ------------------------------ | ---------- | --------------- | -------------------------- | ------------------- |
| 25 марта 2025    | Бродячие собаки                                                              | Дагестан                | город Буйнакск                 | женский    | 76              | беспородные                | [ 1 ]               |
| 10 марта 2025    | Свои собаки или собаки членов семьи                                          | Томская область         | город Северск                  | женский    | 0 лет 0 месяцев | такса                      | [ 2 ]               |
| 6 марта 2025     | Безнадзорные собаки, имеющие владельца                                       | Бурятия                 | улус Дэдэ-Ичётуй               | мужской    | 46              |                            | [ 3 ]               |
| 26 февраля 2025  | Бродячие собаки                                                              | Пермский край           | город Красновишерск            | женский    | 76              | беспородные                | [ 4 ]               |
| 23 февраля 2025  | Безнадзорные собаки, имеющие владельца                                       | Ставропольский край     | город Ставрополь               | женский    | 9               | беспородные                | [ 5 ]               |
| 12 февраля 2025  | Безнадзорные собаки, имеющие владельца                                       | Сахалинская область     | село Ожидаево                  | женский    | 43              | беспородные                | [ 6 ]               |
| 23 января 2025   | Бродячие собаки                                                              | Новосибирская область   | село Верх-Тула                 | женский    | 52              | беспородные                | [ 7 ]               |
| 24 декабря 2024  | Безнадзорные собаки, имеющие владельца                                       | Хабаровский край        | поселок Октябрьский            | женский    | 68              |                            | [ 8 ]               |
| 27 ноября 2024   | Свои собаки или собаки членов семьи                                          | Ленинградская область   | деревня Большие Колпаны        | женский    | 77              | беспородные                | [ 9 ]               |
| 17 ноября 2024   | Собаки знакомых или друзей                                                   | Московская область      | село Марфино                   | женский    | 49              | мастиф                     | [ 10 ]              |
| 9 ноября 2024    | Безнадзорные собаки, имеющие владельца                                       | Татарстан               | поселок Самосырово, Казань     | женский    | 48              | беспородные                | [ 11 ]              |
| 24 октября 2024  | Безнадзорные собаки, имеющие владельца                                       | Тульская область        | город Кимовск                  | женский    | 59              | беспородные                | [ 12 ]              |
| 8 октября 2024   | Свои собаки или собаки членов семьи                                          | Курская область         | село Тазово                    | женский    | 68              | ротвейлер                  | [ 13 ]              |
| 7 октября 2024   | Бродячие собаки                                                              | Якутия (Саха)           | поселок Чульман                | женский    | 12              | беспородные                | [ 14 ]              |
| 20 сентября 2024 | Свои собаки или собаки членов семьи                                          | Ростовская область      | хутор Рогожкино                | женский    | 60              | стаффорд                   | [ 15 ]              |
| 17 сентября 2024 | Свои собаки или собаки членов семьи                                          | Ростовская область      | хутор Рогожкино                | женский    | 37              | стаффорд                   | [ 15 ]              |
| 31 августа 2024  | Бродячие собаки                                                              | Тверская область        | деревня Голенищево             | женский    | 33              | беспородные                | Смерть от бешенства |
| 17 августа 2024  | Собаки знакомых или друзей                                                   | Кемеровская область     | поселок Краснобродский         | женский    | 6               | стаффорд                   | [ 17 ]              |
| 20 мая 2024      | Свои собаки или собаки членов семьи                                          | Башкортостан            | село Старые Маты               | женский    | 2               | беспородные                | [ 18 ]              |
| 20 февраля 2024  | Свои собаки или собаки членов семьи                                          | Ленинградская область   | поселок Назия                  | женский    | 66              | алабай                     | [ 19 ]              |
| 4 февраля 2024   | Собаки знакомых или друзей                                                   | Кемеровская область     | поселок Старобачаты            | женский    | 4               | кавказская овчарка         | [ 20 ]              |
| 16 января 2024   | Бродячие собаки                                                              | Хабаровский край        | город Хабаровск                | мужской    | 38              | беспородные                | [ 21 ]              |
| 2024             | Свои собаки или собаки членов семьи                                          | Новосибирская область   |                                | женский    | ? (бабушка)     | ротвейлер                  | [ 22 ]              |
| 10 декабря 2023  | Бродячие собаки                                                              | Ставропольский край     | город Михайловск               | мужской    | 63              | беспородные                | [ 23 ]              |
| 17 ноября 2023   | Бродячие собаки                                                              | Иркутская область       | город Усолье-Сибирское         | мужской    | 71              | беспородные                | [ 24 ]              |
| ноябрь 2023      | Бродячие собаки                                                              | Омская область          |                                | мужской    | ? (мужчина)     | беспородные                | Смерть от бешенства |
| 27 октября 2023  | Бродячие собаки                                                              | Липецкая область        | город Липецк                   | мужской    | 32              | беспородные                | [ 26 ]              |
| 9 августа 2023   | Бродячие собаки                                                              | Магаданская область     | город Магадан                  | мужской    | 46              | беспородные                | [ 27 ]              |
| 10 июля 2023     | Свои собаки или собаки членов семьи                                          | Чечня                   | станица Первомайская           | женский    | 9               | алабай                     | [ 28 ]              |
| 1 июня 2023      | Бродячие собаки                                                              | Воронежская область     | город Воронеж                  | мужской    | 31              | беспородные                | [ 29 ]              |
| 28 мая 2023      | Свои собаки или собаки членов семьи                                          | Нижегородская область   | город Богородск                | женский    | 26              | стаффорд                   | [ 30 ]              |
| 7 мая 2023       | Безнадзорные собаки, имеющие владельца                                       | Иркутская область       | город Усолье-Сибирское         | мужской    | 63              | немецкая овчарка           | [ 31 ]              |
| 16 апреля 2023   | Бродячие собаки                                                              | Оренбургская область    | город Оренбург                 | мужской    | 8               | беспородные                | [ 32 ]              |
| 26 марта 2023    | Бродячие собаки                                                              | Астраханская область    | город Астрахань                | женский    | 44              | беспородные                | [ 33 ]              |
| 18 марта 2023    | Бродячие собаки                                                              | Астраханская область    | город Астрахань                | мужской    | 53              | беспородные                | [ 34 ]              |
| 20 февраля 2023  | Собаки знакомых или друзей                                                   | Новгородская область    | поселок Парфино                | мужской    | 9               | питбуль                    | [ 35 ]              |
| 6 января 2023    | Свои собаки или собаки членов семьи                                          | Алтайский край          | поселок Пригородный, Барнаул   | женский    | 58              | алабай                     | [ 36 ]              |
| 2023             | Свои собаки или собаки членов семьи                                          | Иркутская область       |                                | женский    | ? (малолетняя)  |                            | [ 37 ]              |
| 14 декабря 2022  | Безнадзорные собаки, имеющие владельца                                       | Забайкальский край      | село Хадакта                   | женский    | 68              | беспородные                | [ 38 ]              |
| 30 октября 2022  | Свои собаки или собаки членов семьи                                          | город Москва            | город Москва                   | мужской    | 37              | стаффорд                   | [ 39 ]              |
| 23 октября 2022  | Свои собаки или собаки членов семьи                                          | Бурятия                 | улус Хойтобэе                  | женский    | 64              | беспородные                | [ 40 ]              |
| 16 октября 2022  | Собаки знакомых или друзей                                                   | Тверская область        | город Торжок                   | женский    | 81              |                            | [ 41 ]              |
| 10 октября 2022  | Свои собаки или собаки членов семьи                                          | Краснодарский край      | город Сочи                     | женский    | 4               | питбуль                    | [ 42 ]              |
| 17 июля 2022     | Бродячие собаки? Безнадзорные собаки, имеющие владельца?                     | Красноярский край       | поселок Чиринда                | женский    | 17              |                            | [ 43 ]              |
| 8 июня 2022      | Безнадзорные собаки, имеющие владельца                                       | Чукотка                 | село Лорино                    | женский    | 4               | «ездовая собака»           | [ 44 ]              |
| июнь 2022        | Бродячие собаки                                                              | Дагестан                |                                | мужской    | 56              |                            | Смерть от бешенства |
| 18 мая 2022      | Свои собаки или собаки членов семьи                                          | Красноярский край       | город Красноярск               | мужской    | 5               | беспородные                | [ 46 ]              |
| 10 мая 2022      | Свои собаки или собаки членов семьи                                          | Крым                    | поселок Советский              | женский    | 10              | ротвейлер                  | [ 47 ]              |
| 26 апреля 2022   | Безнадзорные собаки, имеющие владельца                                       | Краснодарский край      | поселок Лоо, Сочи              | женский    | 13              |                            | [ 48 ]              |
| 10 февраля 2022  | Бродячие собаки                                                              | Ярославская область     | город Переславль-Залесский     | женский    | 35              | беспородные                | [ 49 ]              |
| 3 февраля 2022   | Свои собаки или собаки членов семьи                                          | Новосибирская область   | город Тогучин                  | женский    | 54              | американский бульдог       | [ 50 ]              |
| 29 января 2022   | Свои собаки или собаки членов семьи                                          | Краснодарский край      | станица Новолабинская          | женский    | 55              | ротвейлер                  | [ 51 ]              |
| 26 января 2022   | Бродячие собаки                                                              | Астраханская область    | село Кулаковка                 | мужской    | 58              | беспородные                | [ 52 ]              |
| 22 января 2022   | Безнадзорные собаки, имеющие владельца                                       | Забайкальский край      | село Домна                     | женский    | 7               | беспородные                | [ 53 ]              |
| 14 января 2022   | Свои собаки или собаки членов семьи                                          | Тверская область        | деревня Аркатово               | мужской    | 6               | беспородные                | [ 54 ]              |
| январь 2022      | Свои собаки или собаки членов семьи? Безнадзорные собаки, имеющие владельца? | Саратовская область     | город Петровск                 | мужской    | 53              |                            | Смерть от бешенства |
| 29 декабря 2021  | Бродячие собаки                                                              | Якутия (Саха)           | город Якутск                   | женский    | 53              | беспородные                | [ 55 ]              |
| 12 ноября 2021   | Бродячие собаки                                                              | ХМАО-Югра               | город Лангепас                 | женский    | 43              | беспородные                | [ 56 ]              |
| 5 ноября 2021    | Свои собаки или собаки членов семьи                                          | Московская область      | поселок Алабушево              | мужской    | 77              | алабай                     | [ 57 ]              |
| 21 сентября 2021 | Свои собаки или собаки членов семьи                                          | Нижегородская область   | деревня Калинино               | женский    | 69              |                            | [ 58 ]              |
| 19 мая 2021      | Бродячие собаки                                                              | Самарская область       | село Лопатино                  | женский    | 64              | беспородные                | [ 59 ]              |
| 17 апреля 2021   | Бродячие собаки                                                              | Башкортостан            | село Сафарово                  | мужской    | 4               | беспородные                | [ 60 ]              |
| 5 апреля 2021    | Бродячие собаки                                                              | Астраханская область    | город Камызяк                  | мужской    | 50              | беспородные                | [ 61 ]              |
| 4 апреля 2021    | Безнадзорные собаки, имеющие владельца                                       | Бурятия                 | улус Шэнэ-Буса                 | женский    | 80              |                            | [ 62 ]              |
| 1 марта 2021     | Безнадзорные собаки, имеющие владельца                                       | Тува                    | город Кызыл                    | женский    | 35              | тувинская овчарка          | [ 63 ]              |
| 2 января 2021    | Собаки знакомых или друзей                                                   | Московская область      | город Ивантеевка               | мужской    | 11              | «разные»                   | [ 64 ]              |
| 1 января 2021    | Бродячие собаки                                                              | Коми                    | город Ухта                     | женский    | 53              | беспородные                | [ 65 ]              |
| 2021             | Свои собаки или собаки членов семьи                                          | Ярославская область     |                                | мужской    | 37              |                            | Смерть от бешенства |
| 31 декабря 2020  | Свои собаки или собаки членов семьи                                          | Кемеровская область     | поселок Металлплощадка         | женский    | 1               |                            | [ 67 ]              |
| 18 декабря 2020  | Свои собаки или собаки членов семьи                                          | Брянская область        | город Брянск                   | мужской    | ? (парень)      |                            | [ 68 ]              |
| 17 декабря 2020  | Бродячие собаки                                                              | Коми                    | город Ухта                     | женский    | 46              | беспородные                | [ 69 ]              |
| 30 ноября 2020   | Свои собаки или собаки членов семьи                                          | Волгоградская область   | поселок Заволжский             | женский    | 9               | беспородные                | Смерть от бешенства |
| 18 ноября 2020   | Свои собаки или собаки членов семьи                                          | Башкортостан            | город Октябрьский              | мужской    | 24              | стаффорд, питбуль          | [ 71 ]              |
| 10 ноября 2020   | Свои собаки или собаки членов семьи                                          | Бурятия                 | поселок Заиграево              | женский    | 6               | беспородные                | [ 72 ]              |
| 5 ноября 2020    | Безнадзорные собаки, имеющие владельца                                       | Ставропольский край     | хутор Вязники                  | мужской    | 58              | северокавказская овчарка   | [ 73 ]              |
| 4 ноября 2020    | Бродячие собаки                                                              | Камчатский край         | город Петропавловск-Камчатский | мужской    | 8               | беспородные                | [ 74 ]              |
| 16 сентября 2020 | Бродячие собаки                                                              | Волгоградская область   | город Волгоград                | женский    | ? (девушка)     |                            | [ 75 ]              |
| 12 июня 2020     | Бродячие собаки                                                              | Брянская область        | город Брянск                   | женский    | 45              | беспородные                | [ 76 ]              |
| 27 мая 2020      | Бродячие собаки                                                              | Брянская область        | город Брянск                   | женский    | ? (женщина)     | беспородные                | [ 77 ]              |
| 28 марта 2020    | Бродячие собаки                                                              | Пермский край           | город Пермь                    | женский    | 58              | беспородные                | [ 78 ]              |
| 25 февраля 2020  | Бродячие собаки                                                              | Красноярский край       | город Красноярск               | мужской    | ? (мужчина)     | беспородные                | [ 79 ]              |
| 22 февраля 2020  | Бродячие собаки                                                              | Красноярский край       | город Красноярск               | женский    | ? (женщина)     | беспородные                | [ 80 ]              |
| 13 февраля 2020  | Бродячие собаки                                                              | Красноярский край       | город Красноярск               | женский    | ? (женщина)     | беспородные                | [ 81 ]              |
| 13 января 2020   | Бродячие собаки                                                              | Марий Эл                | город Йошкар-Ола               | мужской    | ? (мужчина)     | беспородные                | [ 82 ]              |
| 11 января 2020   | Бродячие собаки                                                              | Красноярский край       | город Красноярск               | мужской    | 58              | беспородные                | [ 83 ]              |
| 8 октября 2019   | Бродячие собаки                                                              | Пермский край           | город Пермь                    | женский    | 80              | беспородные                | [ 84 ]              |
| 31 августа 2019  | Собаки знакомых или друзей                                                   | Волгоградская область   | станица Луковская              | мужской    | 1               |                            | [ 85 ]              |
| 7 августа 2019   | Собаки знакомых или друзей                                                   | Башкортостан            | город Уфа                      | женский    | 48              | стаффорд                   | [ 86 ]              |
| 5 августа 2019   | Собаки знакомых или друзей                                                   | Воронежская область     | село Есипово                   | мужской    | 1               |                            | [ 87 ]              |
| 26 июня 2019     | Безнадзорные собаки, имеющие владельца                                       | Приморский край         | город Владивосток              | мужской    | 62              |                            | [ 88 ]              |
| 2 июня 2019      | Собаки знакомых или друзей                                                   | Новосибирская область   | поселок Коченёво               | мужской    | 4               |                            | [ 89 ]              |
| 1 июня 2019      | Безнадзорные собаки, имеющие владельца                                       | Красноярский край       | село Дзержинское               | женский    | 80              |                            | [ 90 ]              |
| 1 мая 2019       | Безнадзорные собаки, имеющие владельца                                       | Свердловская область    | поселок Пионерский             | мужской    | 34              | алабай                     | [ 91 ]              |
| 26 февраля 2019  | Бродячие собаки                                                              | Владимирская область    | город Владимир                 | мужской    | 21              | беспородные                | [ 92 ]              |
| 25 февраля 2019  | Свои собаки или собаки членов семьи                                          | Воронежская область     | село Верхняя Хава              | мужской    | 75              |                            | [ 93 ]              |
| 17 февраля 2019  | Безнадзорные собаки, имеющие владельца                                       | Чувашия                 | деревня Первые Вурманкасы      | женский    | 76              | алабай, кавказская овчарка | [ 94 ]              |
| 13 февраля 2019  | Свои собаки или собаки членов семьи                                          | Томская область         | город Томск                    | женский    | 0 лет 1 месяц   | ротвейлер                  | [ 95 ]              |
| 2019             | Безнадзорные собаки, имеющие владельца                                       | Кемеровская область     | поселок Промышленная           | мужской    | ? (мужчина)     |                            | [ 96 ]              |
| 18 ноября 2018   | Безнадзорные собаки, имеющие владельца                                       | Волгоградская область   | город Краснослободск           | мужской    | 42              |                            | [ 97 ]              |
| 13 октября 2018  | Свои собаки или собаки членов семьи                                          | Московская область      | поселок Быково                 | женский    | 52              | мастиф                     | [ 98 ]              |
| 22 сентября 2018 | Собаки знакомых или друзей                                                   | Ленинградская область   | поселок Плодовое               | женский    | 9               | бельгийская овчарка        | [ 99 ]              |
| 15 сентября 2018 | Свои собаки или собаки членов семьи                                          | Калининградская область | поселок Рощино                 | женский    | 5               |                            | [ 100 ]             |
| 18 июля 2018     | Безнадзорные собаки, имеющие владельца                                       | Кировская область       | деревня Мокрецы                | женский    | 72              | алабай                     | [ 101 ]             |
| 16 июня 2018     | Собаки знакомых или друзей                                                   | Московская область      | город Коломна                  | мужской    | 1               |                            | [ 102 ]             |
| 11 апреля 2018   | Свои собаки или собаки членов семьи                                          | Красноярский край       | поселок Степной                | женский    | 77              | немецкая овчарка           | [ 103 ]             |
| 11 марта 2018    | Бродячие собаки                                                              | Московская область      | поселок Курсаково              | мужской    | 19              | беспородные                | [ 104 ]             |
| февраль 2018     | Собаки знакомых или друзей                                                   | Пермский край           | город Кизел                    | женский    | 49              |                            | [ 105 ]             |
| 15 февраля 2018  | Бродячие собаки                                                              | Дагестан                | поселок Семендер, Махачкала    | мужской    | 4               |                            | [ 106 ]             |

| Дата            | Напавшие собаки                     | Регион               | Населенный пункт    | Пол жертвы | Возраст жертвы    | Причина                                           | Обстоятельства |
| --------------- | ----------------------------------- | -------------------- | ------------------- | ---------- | ----------------- | ------------------------------------------------- | --- |
| 21 декабря 2023 | Бродячие собаки                     | Чукотка              | город Певек         | мужской    |                   | укусы собак не были жизнеугрожающими              | «„Травмы, связанные с покусами, не были жизнеугрожающими. После оказания необходимой медицинской помощи пациент находился в состоянии средней степени тяжести. Пациент был переведен в стационар хирургического отделения под врачебное наблюдение. В ночь с 22 на 23 декабря состояние пациента начало резко ухудшаться и около 6 утра констатирована смерть“. Предварительно причиной смерти медики называют полиорганную недостаточность на фоне алкогольной интоксикации, обморожений и внешних травм». |
| 10 декабря 2023 | Бродячие собаки                     | Астраханская область | поселок Пригородный | мужской    | 35                | посмертные укусы                                  | «По предварительным данным, повреждения причинены посмертно. В настоящее время назначена судебно-медицинская экспертиза, устанавливаются все обстоятельства произошедшего, по результатам проверки будет принято процессуальное решение» |
| 21 июля 2022    | Свои собаки или собаки членов семьи | город Москва         | город Москва        | женский    | 3 месяца          | несчастный случай                                 | «Псина прыгнула на высокую двуспальную кровать. Там в это время спала малышка, а взрослые занимались своими делами. Довольно быстро отец девочки отозвал Уну, но, слезая на пол, собака случайно уронила ребенка. Кроха упала с высоты 50 см получила тяжелую черепно-мозговую травму. Ее доставили в больницу, но через несколько дней малышка скончалась» |
| 14 марта 2021   | Собаки знакомых или друзей          | город Москва         | город Москва        | женский    | 14                | гибель при попытке спастись от нападения          | «Четырнадцатилетняя девочка находилась одна в квартире на шестом этаже с двумя бойцовыми собаками породы „американский стаффордширский терьер“. Собаки напали на нее и укусили не менее пяти раз за руки. Спасаясь от них, девочка решила выпрыгнуть из окна, упала на козырек дома и погибла» |
| 26 октября 2019 | Бродячие собаки                     | Брянская область     | город Брянск        | женский    | 52                | посмертные укусы                                  | «27 октября в соцсетях Брянска появилось сообщение о том, что в областном центре на улице бродячие собаки загрызли женщину. Прибывшие на место происшествия сотрудники правоохранительных органов сразу отвергли данную версию. На улице Ново-Советской было обнаружено тело 52-летней жительницы Брянска. На теле были обнаружены следы укусов. По мнению экспертов, которые сразу осмотрели тело, нанесены они были уже после смерти женщины, сообщили в региональном СКР»                                |
| 23 февраля 2018 | Бродячие собаки                     | Ростовская область   | село Большие Салы   | мужской    | 60                | смерть наступила из-за внезапной остановки сердца | «Судебно-медицинская экспертиза показала, что к смерти привели не укусы и рваные раны, а внезапная остановка сердца» |
| 14 февраля 2018 | Бродячие собаки                     | Московская область   | город Чехов         |            | 0 (новорожденный) | посмертные укусы                                  | «„По данным следствия, 14 февраля в городе Чехове между гаражами прохожими обнаружено тело новорожденного ребенка, на теле которого имеются укусы животного“. По данным источника РИА Новости в правоохранительных органах, мать родила здесь же, за гаражами, предположительно, младенец был мертворожденным» |